# Cantone di Le Grand-Lucé
Il Cantone di Le Grand-Lucé era una divisione amministrativa dell'arrondissement di La Flèche.
È stato soppresso a seguito della riforma complessiva dei cantoni del 2014, che è entrata in vigore con le elezioni dipartimentali del 2015.
Comprendeva i comuni di:
- Courdemanche
- Le Grand-Lucé
- Montreuil-le-Henri
- Pruillé-l'Éguillé
- Saint-Georges-de-la-Couée
- Saint-Pierre-du-Lorouër
- Saint-Vincent-du-Lorouër
- Villaines-sous-Lucé